# Christchurch, Wales
Christchurch är en ort i Storbritannien.   Den ligger i kommunen Newport och riksdelen Wales, i den södra delen av landet, 190 km väster om huvudstaden London. Christchurch ligger 44 meter över havet och antalet invånare är 233.
Terrängen runt Christchurch är platt åt sydost, men åt nordväst är den kuperad. Terrängen runt Christchurch sluttar söderut. Runt Christchurch är det tätbefolkat, med 636 invånare per kvadratkilometer. Närmaste större samhälle är Newport, 3,6 km väster om Christchurch. Runt Christchurch är det i huvudsak tätbebyggt.